# Салта
Салта (авар. Салтӏа – на песке) — село в Гунибском районе Дагестана.
Образует сельское поселение село Салта как единственный населённый пункт в его составе.

## Географическое положение
Расположено в 21 км к востоку от села Гуниб, в долине реки Багдакули.

## Население
| 1888 | 1895  | 1926 | 1939  | 1970 | 1989 | 2002 |
| ---- | ----- | ---- | ----- | ---- | ---- | ---- |
| 995  | ↗1123 | ↘909 | ↗1090 | ↘719 | ↘488 | ↗888 |
| 2010 | 2012  | 2013 | 2014  | 2015 | 2016 | 2017 |
| ↘683 | ↗703  | ↗709 | →709  | →709 | ↗729 | ↗732 |
| 2018 | 2019  | 2020 | 2021  | 2023 | 2024 | 2025 |
| ↗765 | ↘764  | ↗773 | ↗774  | ↗781 | ↘775 | ↗777 |

## Происхождение названия
Существует несколько версий происхождения названия Салта.
- Первая версия утверждает, что название произошло от аварского слова «сали» — песок с добавлением аварского локатива «тӏа» – «на, над», то есть «Салта — аул на песке».
- Название села могло произойти от слова «сала», что означает благородный, величественный.[23]

## Фотографии

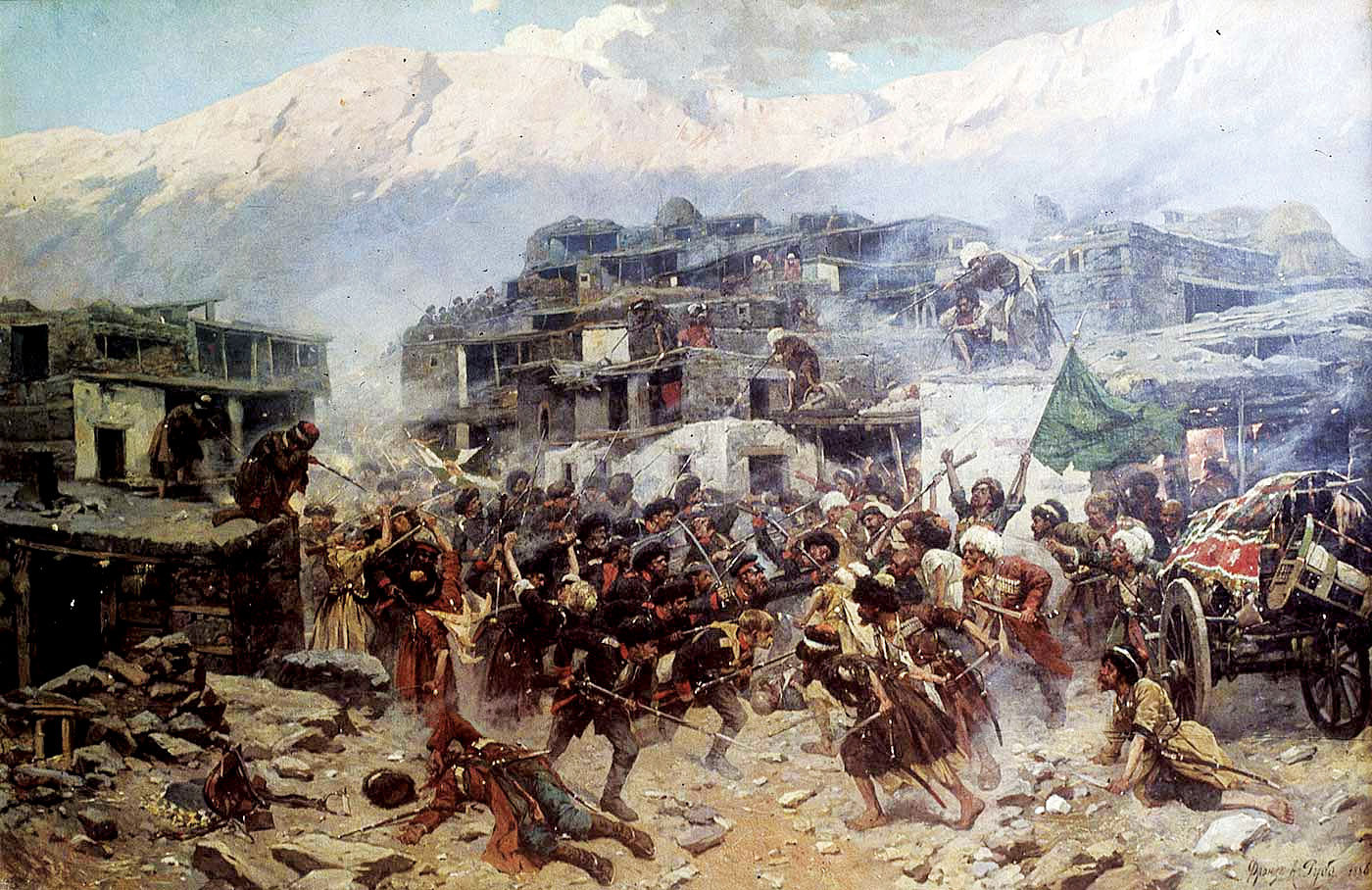
Картина Франца Рубо «Штурм аула Салта»

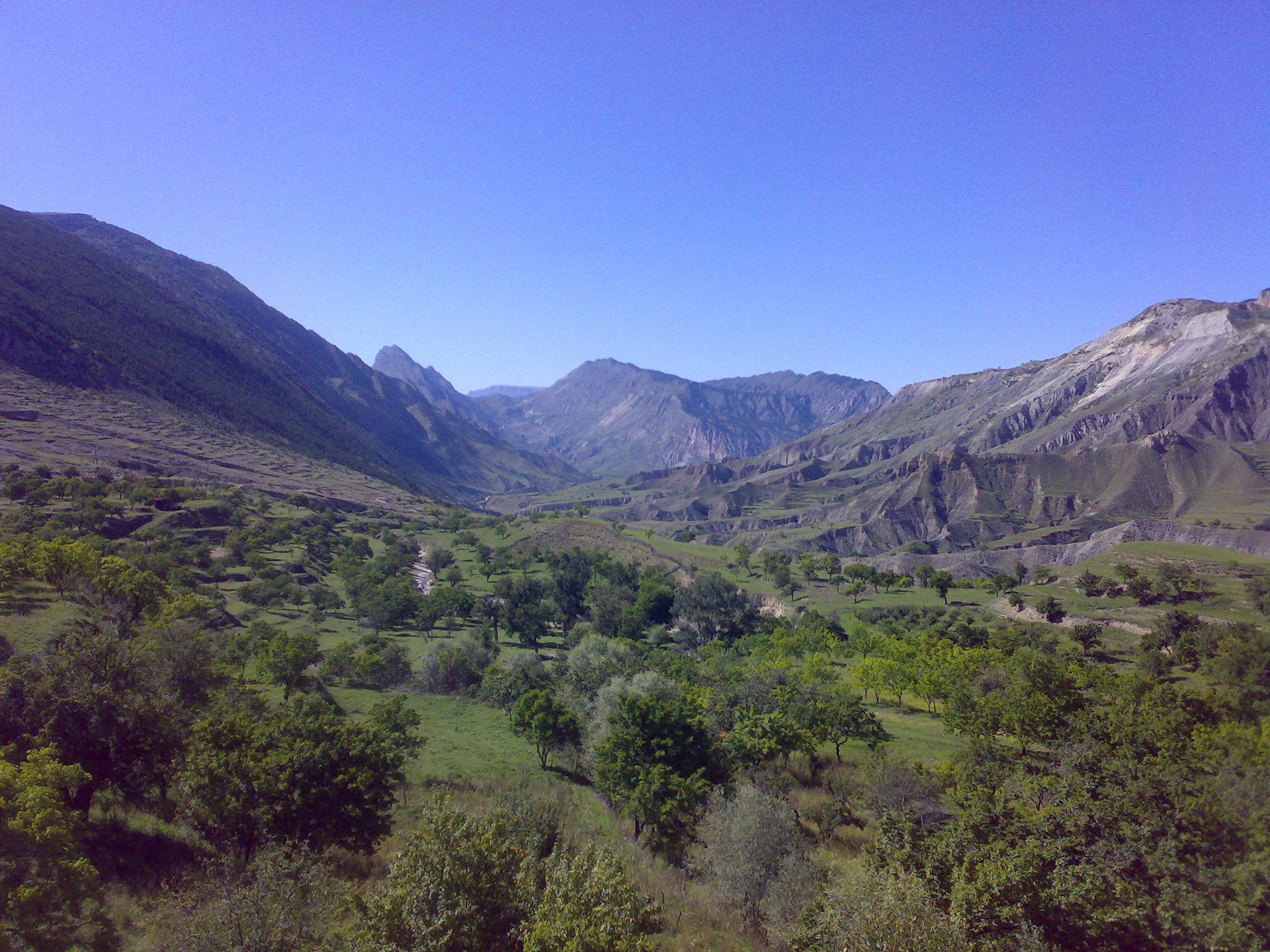
Салтинские Сады
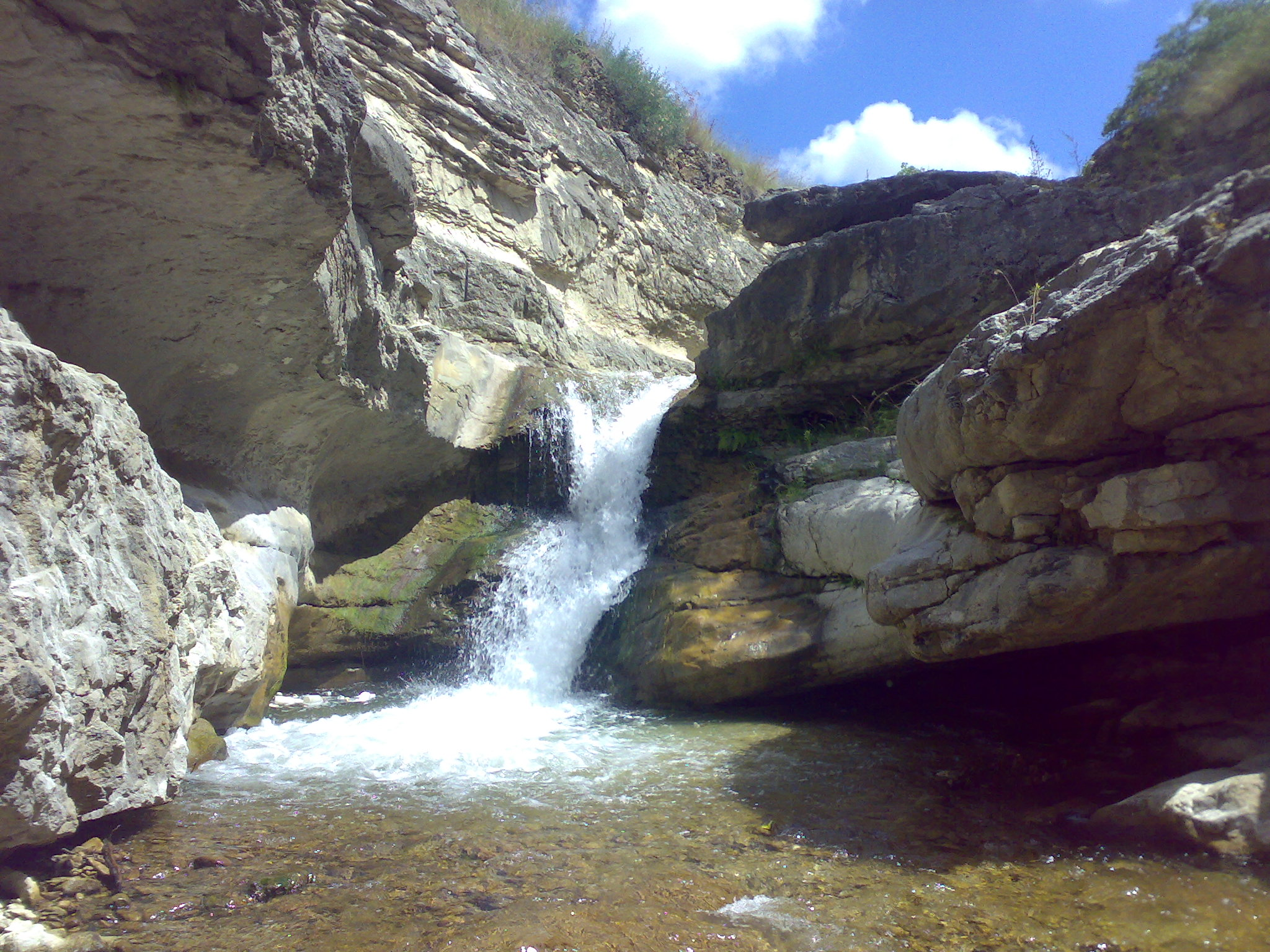
Водопад
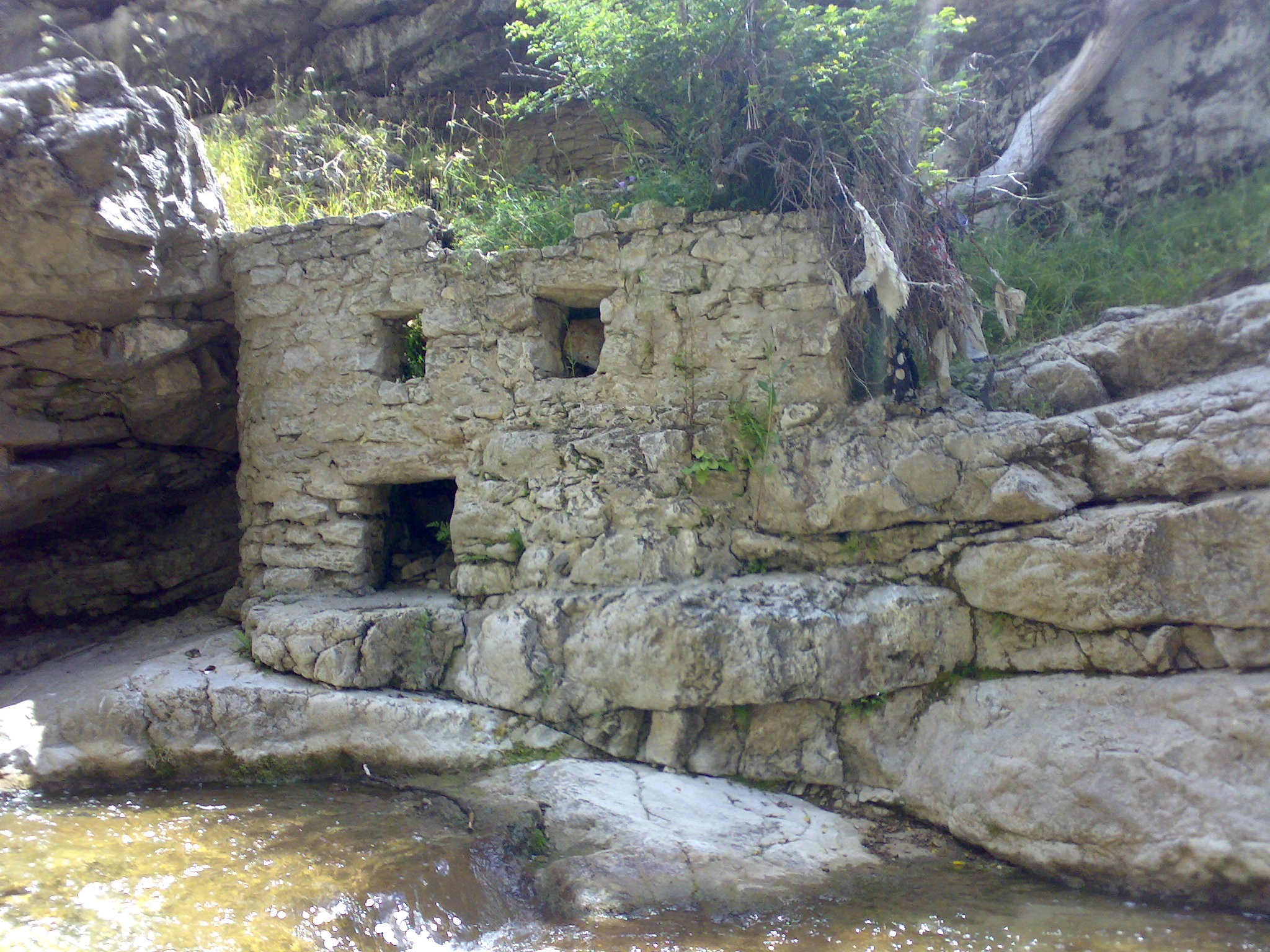
Старая разрушенная мельница
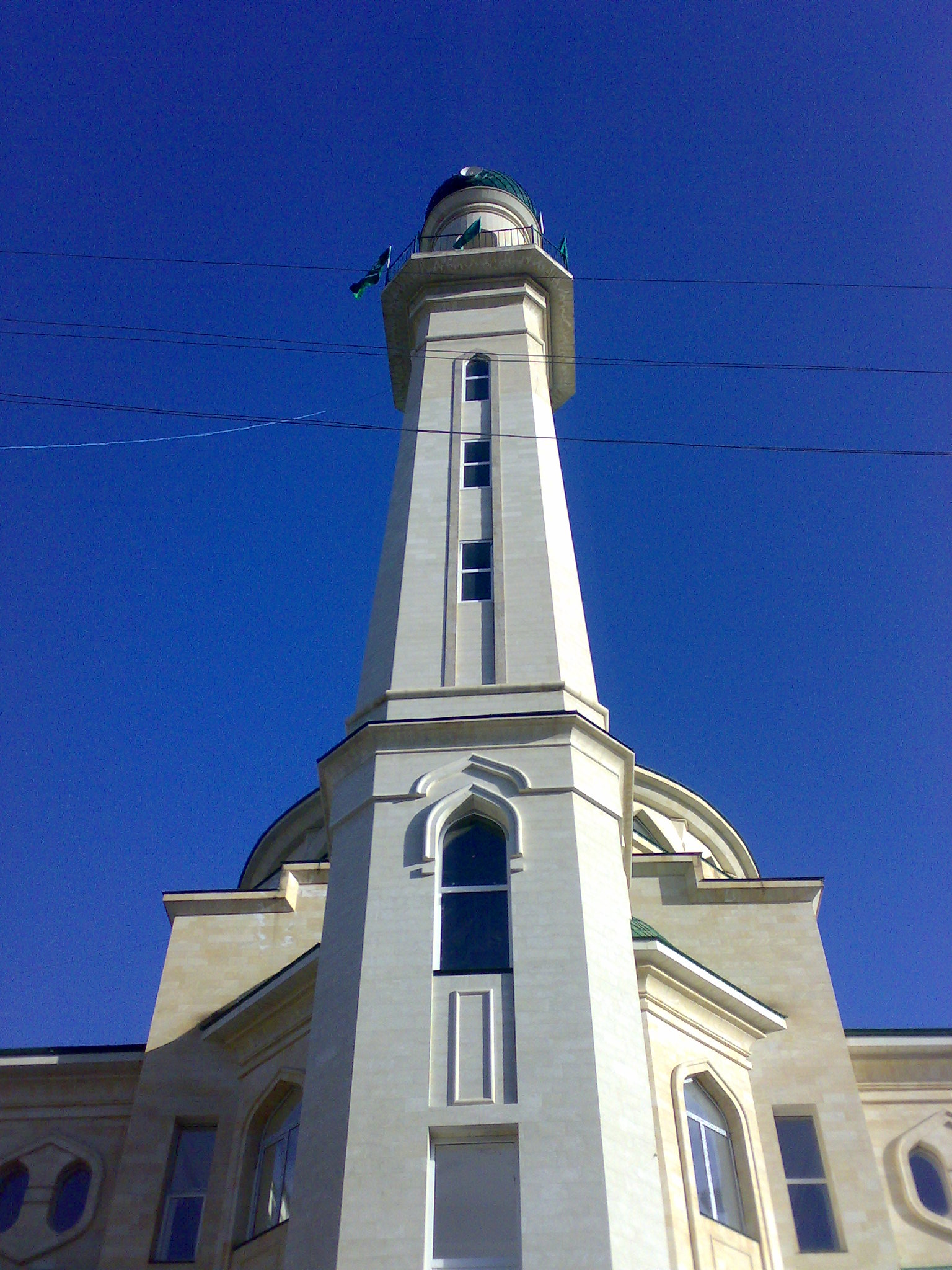
Минарет мечети